# Konrad Schubach
Konrad Schubach (* 9. Mai 1914 in Ahrweiler; † 28. August 2006 in Trier) war ein deutscher Politiker (CDU).

## Leben
Konrad Schubach studierte Rechtswissenschaften an der Rheinischen Friedrich-Wilhelms-Universität in Bonn. 1934 wurde er dort Mitglied der katholischen Studentenverbindung KDStV Ripuaria im CV. Nach Studienende wurde Schubach zunächst persönlicher Referent des rheinland-pfälzischen Ministerpräsidenten Peter Altmeier. 
1952 wurde Konrad Schubach Landrat in Bitburg. Dort sollte er in Absprache mit Ministerpräsident Altmeier gute Beziehungen zu Luxemburg und den französischen Besatzern herstellen. In dieser Epoche entstand der Deutsch-Luxemburgische Naturpark. Nach zehn Jahren wurde er erneut zwei Jahre Landrat in Trier, bevor er im Jahr 1964 zum Präsidenten des Regierungsbezirks Trier ernannt wurde. In dieser Funktion war er besonders maßgeblich an der Neugründung der Universität Trier beteiligt und Ehrenmitglied des „Freundeskreises Trierer Universität“. Im Jahr 1973 wurde er Staatssekretär im rheinland-pfälzischen Landwirtschaftsministerium, 1979 erfolgte seine Pensionierung.
Konrad Schubach bezeichnete sich als begeisterten Wanderer. Er war fast 20 Jahre lang Vorsitzender des Eifelvereins, einer der größten Heimatorganisationen in Deutschland. Nach dem plötzlichen Tod von Georg Fahrbach wurde er 1976 Präsident des Verbandes Deutscher Gebirgs- und Wandervereine. Dieses Amt hatte er bis 1993 inne. In seiner Amtszeit übernahm 1983 auf dem Deutschen Wandertag 1983 in Fulda anlässlich des 100-jährigen Verbandsjubiläums Karl Carstens als Bundespräsident die Schirmherrschaft und stiftete die die Eichendorff-Plakette. Schubach unterstützte ab 1989 vor allem die Reorganisation der ehemaligen Mitgliedsvereine aus dem Deutschen Verband für Wandern, Bergsteigen und Orientierungslauf, in dem die Wanderer in der DDR organisiert waren, und die Neugründung von Gebietsvereinen in Ostdeutschland. 1990 wurde in Arnsberg der erste gesamtdeutsche Wandertag durchgeführt und die ersten wiedergegründeten Wandervereine der neuen Bundesländer in den Verband aufgenommen. Von 1979 bis 1985 war Schubach zudem Präsident der Europäischen Wandervereinigung. Er war außerdem bis zu seinem Tod Ehrenvorsitzender des Eifelvereins sowie Ehrenpräsident des Deutschen Wanderverbandes. Der Eifelverein stiftete den mit 2.555 Euro dotierten und nach ihm benannten „Konrad-Schubach-Natur- und Kulturpreis“, der besonderes Engagement im Naturschutz würdigt.
Konrad Schubach war verheiratet und hatte vier Kinder.

## Ehrungen
- 1973: Verdienstkreuz der Bundesrepublik Deutschland
- 1979: Großes Verdienstkreuz der Bundesrepublik Deutschland
- Großoffizier des Verdienstordens des Großherzogtums Luxemburg
- Eifel-Ardennen-Plakette (postum 19. Oktober 2006)